# 빨간 마후라 (영상)
《빨간 마후라》는 1997년 대한민국에서 유포된 아동성착취물을 가리키는 말이다. 원래 제목은 《비디오를 보다》이지만 영상에 출연한 출연자들이 빨간색 스카프를 두르고 있었기 때문에 《빨간 마후라》라는 제목이 더 유명해졌다. 
남성 두 명이 여성 한 명과 성관계를 갖는 장면을 1시간 정도 찍은 것으로 출연자 모두 당시 10대 중·고등학생이었으며 서울특별시 강동구 천호동의 한 자취방에서 촬영되었다. 경찰 조사에 따르면 출연자들은 부모가 집을 비운 것을 틈타 일본의 포르노 비디오 테이프를 모방해서 성관계를 가졌고 이 장면을 가정용 8mm 캠코더 비디오 카메라로 촬영하였다. 서울에 있는 중학교와 고등학교 사이에서 비디오 테이프와 컴팩트 디스크로 은밀히 복제되었으며 한 개당 2만원에서 10만원 정도에 거래되었다. 2006년 영화 《여교수의 은밀한 매력》의 소재가 되기도 했다.

## 같이 보기
- 여교수의 은밀한 매력